# اصطفاء اصطناعي
انتخاب اصطناعي أو الاصطفاء الصناعي هو عملية استخدام البشر لاصطفاء الحيوانات والنباتات بهدف إنتاج نمط ظاهري معين باختيار ذكور وإناث الحيوانات أو النباتات التي ستتكاثر جنسيا معا وتنتج نسلا يحمل هذه الأنماط الظاهرية المطلوبة. تُعرف الحيوانات المستأنسة باسم العرق والتي غالبا ما يقوم بتربيتها مربٍ محترف، بينما تُعرف النباتات المستأنسة باسم الضرب أو المستأنس النباتي. إذا تكاثر نوعان من الحيوانات النقية فإنهما ينتجان نوعا خليطا، ويطلق على النباتات الخليطة اسم نباتات هجينة. يستطيع الهواة والمحترفون التجاريون وغير التجاريين تربية وتهجين الزهور والخضروات وأشجار الفاكهة، بينما تتطلب المحاصيل الرئيسية محترفين من بلد المنشأ.
في اصطفاء الحيوانات، تُستخدم تقنيات مثل التوالد الداخلي والتوالد الخطي والتوالد الخارجي. تُستخدم تقنيات مماثلة أيضا في اصطفاء النباتات. ناقش تشارلز داروين كيف أن الاصطفاء الاصطناعي قادر على إنتاج تغيرات مع مرور الوقت في كتابه أصل الأنواع المنشور سنة 1859. يتحدث داروين في أول فصل من الكتاب عن الاصطفاء الاصطناعي واستئناس بعض الحيوانات مثل الحمام والقطط والماشية والكلاب. استخدم داروين الاصطفاء الاصطناعي كانطلاقة لتقديم وتدعيم نظرية الاصطفاء الطبيعي.
أصبح الاستغلال العمدي للاصطفاء الاصطناعي لإنتاج النتائج المرجوة منتشرا للغاية في الزراعة وعلم الأحياء التجريبي.
قد يكون الاصطفاء الاختياري أحيانا غير مقصود، على سبيل المثال كنتيجة لعملية الزراعة البشرية، كما يمكن أيضا أن تؤدي إلى نتائج مرغوبة أو غير مرغوبة. على سبيل المثال، في بعض الحبوب ظهرت زيادة في حجم الحبة نتيجة لبعض ممارسات الحرث وليس بسبب اصطفاء عمدي للحبوب الكبيرة. غالبا هناك اعتماد متبادل بين العوامل الطبيعية والعوامل الاصطناعية والتي نتجت من استئناس النباتات.

## التاريخ

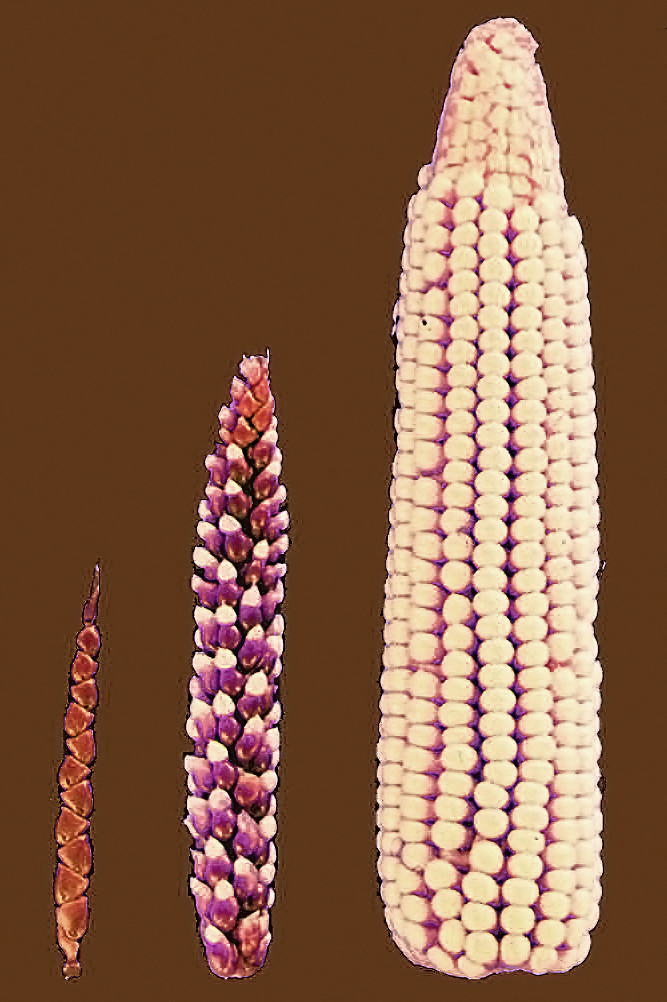
حول الاصطفاء الاصطناعي الذرة البري السابق (على اليسار) إلى الذرة الحديث مكشوف البذور (على اليمين)

يرجع الاصطفاء الاصطناعي للحيوانات والنباتات إلى ما قبل التاريخ، فالأنواع المحورية كالقمح والأرز والكلاب مختلفة اختلافا كبيرا عن أسلافها البرية لآلاف السنين، كما أن عملية الاصطفاء الاصطناعي للذرة –والذي تطلب اختلافات كبيرة عن صورته البرية السابقة- تمت في أمريكا الوسطى. مارس الرومان أيضا عملية الاصطفاء الاصطناعي، حيث تعطي الأطروحات التي ترجع إلى 2000 سنة نصائح عن اصطفاء الحيوانات لأغراض مختلفة، وتستشهد هذه الأطروحات القديمة بسلطات أقدم منها مثل ماغون (قرطاج). لاحقا عبّر الفارسي المسلم الموسوعي أبو الريحان البيروني في القرن الحادي عشر عن فكرة الاصطفاء الاصطناعي. ذكر البيروني الفكرة في كتابه الهند، والذي ذكر فيه عدة أمثلة.

«يختار الزارع حبوبه، ويسمح لها بالنمو كما يريد، في حين يقتلع الباقين. بينما يترك المشجّر الأغصان التي يراها ممتازة، في حين يقطع كل الأغصان الباقية. كما يقتل النحل النحلات التي تأكل فقط ولا تعمل في الخلية».
 — أبو الريحان البيروني، كتاب الهند

أسس روبيرت باكويل الاصطفاء الاصطناعي كممارسة علمية أثناء الثورة الزراعية البريطانية في القرن الثامن عشر. كما يزعم، فقد كان عمله مع الخراف أهم برامجه في الاصطفاء الاصطناعي. مستخدما أجناسا محلية، تمكن من اصطفاء خراف كبيرة الحجم صلبة العظام ذات صوف طويل وبراق. حسّن باكويل سلالة لينكولن من الخراف، وفي المقابل استُخدمت سلالة لينكولن لإنتاج السلالة التالية المعروفة باسم نيو ليستر، وهي سلالة ليس لها قرون وجسمها لحمي مربع الشكل ومستقيمة الظهر.
صُدرت هذه الخراف بشكل واسع إلى أستراليا وأمريكا الشمالية وساهمت في إنتاج العديد من السلالات الحديثة، على الرغم من أنها خرجت سريعا من تفضيلات المستهلكين مع تغير تفضيلات السوق في اللحوم والمنسوجات. تستمر سلالة نيو ليستر الأصلية حتى يومنا هذا كسلالة ليستر الإنجليزية، والتي تُستخدم بشكل أساسي من أجل إنتاج الصوف.
كان باكويل أيضا أول من اصطفى الماشية لتُستخدم بشكل أساسي من أجل اللحم. قبل ذلك كانت الماشية تُستخدم بشكل رئيسي من أجل جر المحاريث كالثيران، لكن باكويل هجن العجول طويلة القرنين مع ثيران ويستمورلاند لينتج في النهاية الماشية الإنجليزية طويلة القرنين. مع اتباع المزيد والمزيد من المزارعين خطى باكويل، ازدادت حيوانات المزرعة في الحجم والجودة. في عام 1700، كان متوسط وزن الثور المباع من أجل اللحم حوالي 370 رطل (168 كجم). بحلول عام 1786، أصبح متوسط الوزن أكثر من الضعف ليصبح 840 رطل (381 كجم). إلا أنه بعد وفاة باكويل، استُبدلت الماشية الإنجليزية طويلة القرنين بأنواع أخرى قصيرة القرنين.
اصطفى باكويل أيضا خيول بلاك كارت المحسنة، والتي أصبحت لاحقا الخيول الإنجليزية أو خيول شاير.
كان تشارلز داروين أول من استخدم مصطلح «الاصطفاء الاصطناعي»، حيث كان مهتما بالعملية كشرح للعملية الأوسع التي اقترحها وهي الاصطفاء الطبيعي. لاحظ داروين أن كثيرا من الحيوانات والنباتات المستأنسة لها خواص خاصة ناتجة عن اصطفاء عمدي للحيوانات والنباتات بتشجيع تكاثر الأفراد التي تُظهر صفات مرغوبة، وتثبيط تكاثر الأفراد التي تُظهر صفات غير مرغوبة.
استخدم داروين مصطلح «الاصطفاء الاصطناعي» مرتين في نسخة الطبعة الأولى لكتاب أصل الأنواع في عام 1859 في الفصل الرابع «الاصطفاء الطبيعي» وفي الفصل السادس «مصاعب النظرية»:

«على الرغم من بطء عملية الاصطفاء، إلا أنه إذا استطاع رجل أحمق أن يفعل الكثير بقوى الاصطفاء الاصطناعي، فإنني لا أرى أي حد لمقدار التغير والجمال والتعقيد اللانهائي في التكيف المتبادل بين كل الكائنات الحية، كل منها مع بعضها ومع حالتها الفيزيائية في الحياة، والتي قد تتأثر على المدى الطويل بقوة الطبيعة في الاصطفاء.»
 — تشارلز داروين، كتاب أصل الأنواع

«نحن نجهل بشكل كبير أسباب إنتاج هذه الاختلافات الصغيرة وغير الهامة، لكننا نلاحظ ذلك فورا عندما نتأمل الاختلافات في سلالات حيواناتنا المستأنسة في البلاد المختلفة، وخاصة في الدول الأقل تحضرا حيث لم يتم سوى القليل من الاصطفاء الاصطناعي.»
 — تشارلز داروين، كتاب أصل الأنواع

## اصطفاء الحيوانات

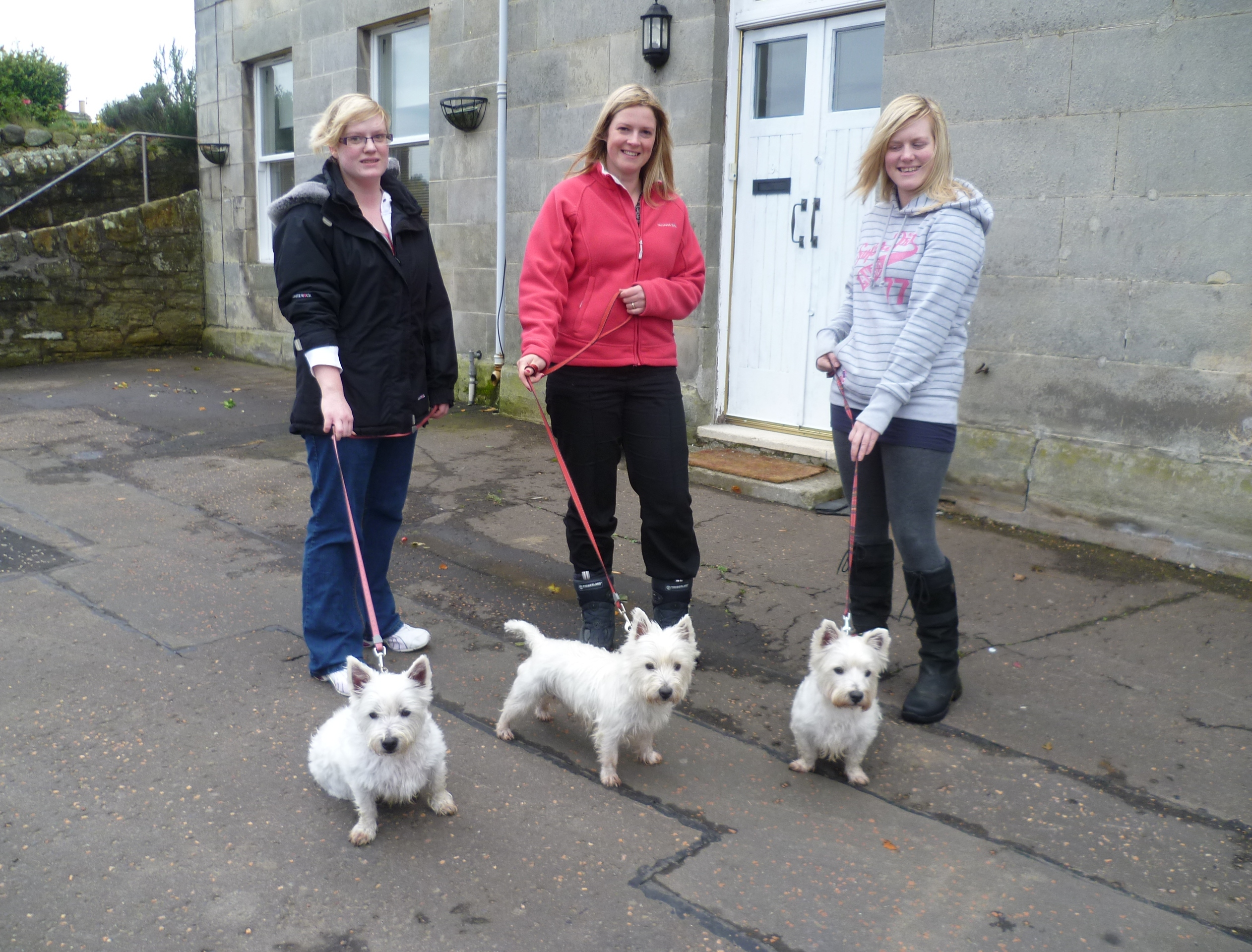
ثلاثة أجيال من كلاب "ويستيز" في قرية فايف في اسكتلندا

تُعرف الحيوانات متجانسة المظهر والتصرفات والصفات الأخرى باسم السلالات المحددة، ويتم اصطفاؤها عن طريق انتقاء الحيوانات ذات الصفات المحددة واصطفاء الحيوانات الأخرى ذات الصفات الأخرى. للحيوانات النقية سلالة وحيدة معروفة، وتُعرف الحيوانات النقية التي لها تسلل مسجل باسم الحيوانات الأصيلة. الحيوانات الخليطة هي نتاج تهجين نوعين من الحيوانات النقية، بينما الحيوانات الهجينة هي خليط من عدة سلالات غير معروفة غالبا. تبدأ عملية اصطفاء الحيوانات بالأجناس المختارة وهي مجموعة من الحيوانات المستخدمة لغرض الاصطفاء المخطط له. عندما يقرر البشر اصطفاء الحيوانات، فإنهم يبحثون عن صفات قيمة في السلالات النقية لغرض معين، أو ربما يستخدمون نوعا من الحيوانات الخليطة لإنتاج نوع جديد من الأجناس بصفات مختلفة وقدرات أفضل في مجال معين. على سبيل المثال، عند تربية الدجاج فإن المربي ينوي استقبال البيض واللحم والطيور الصغيرة من أجل المزيد من الإنتاج. لذا على المربي أن يدرس السلالات والأنواع المختلفة من الدجاج وأن يحلل المتوقع من عدد معين من الصفات قبل أن يبدأ في تربية واصطفاء هذه السلالة. لذلك عند شراء الأجناس المختارة الأولية، فإن المربي يبحث عن مجموعة الطيور التي تناسب غرضه المنشود.
يهدف اصطفاء الأنواع النقية إلى إنتاج صفات مستقرة والحفاظ عليها، والتي ستمررها الحيوانات إلى الجيل التالي. عن طريق «اصطفاء الأفضل إلى الأفضل» يقوم المربون بدرجة من التوالد الداخلي، وانتقاء كبير، واصطفاء الصفات الأعلى، مما يؤدي إلى إنتاج سلالة متفوقة في نواح معينة على الجنس الأصلي. يمكن تسجيل مثل هذه الحيوانات في سجل السلالات وهي المؤسسة التي تحافظ على سجلات النسب أو كتب توثيق السلالات. إلا أن اصطفاء صفة واحدة أو الاصطفاء من أجل صفة واحدة فوق كل الصفات الأخرى قد ينطوي على كثير من المشاكل. في حالة ذكرها عالم النفس السلوكي تمبل جراندين، وجد أن الديوك المصطفاة من أجل سرعة النمو وثقل العضلات لم تعرف كيف تقوم برقصات المغازلة التقليدية عند الديوك، مما أدى إلى ابتعاد هذه الديوك عن الدجاج وقيامها بقتل الدجاج بعد التزاوج معها.
تقف ظاهرة الخليط الحماسي ضد فكرة نقاء السلالة. إلا أنه على الجانب الآخر، قد يؤدي الاصطفاء المختلط للحيوانات المختلطة أو الهجينة إلى تراجع الجودة. استفادت الدراسات في علم وظائف الأعضاء التطوري وعلم الوراثة السلوكي ومجالات أخرى من علم الأحياء من الاصطفاء الاصطناعي العمدي، إلا أن طول الزمن الجيلي والصعوبات الكبيرة في الاصطفاء تجعل من هذا المشروع تحد كبير في الفقاريات.

## اصطفاء النباتات

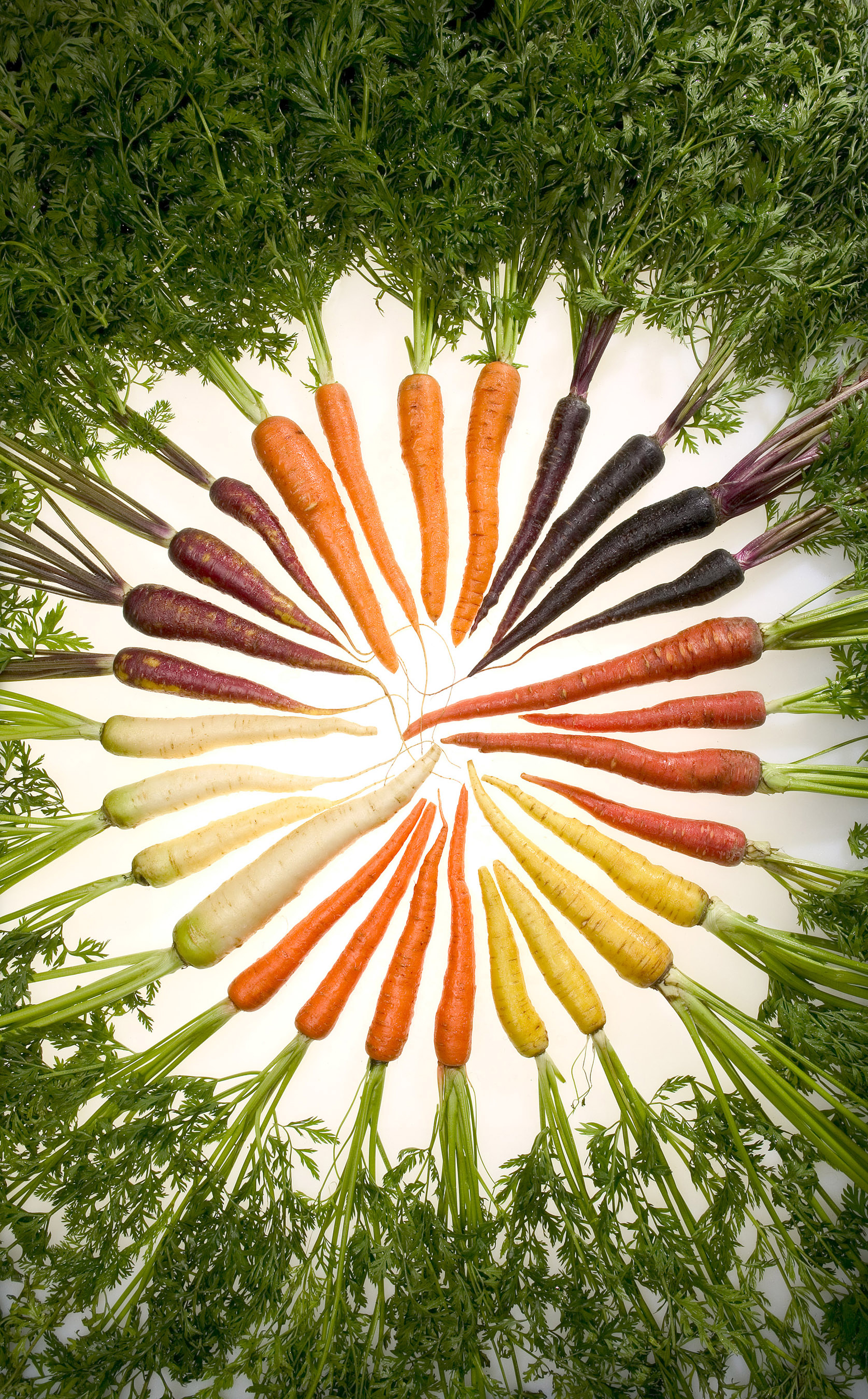
نجح علماء من وزارة الزراعة في الولايات المتحدة في اصطفاء سلالات من الجزر بألوان مختلفة

### الاصطفاء التقليديّ للنبات
يُعتب الانتخاب إحدى التقنيات الرئيسة لاصطفاء النبات، أي عملية إنماء نبات معين بصفات مرغوبة والقضاء على الأفراد التي تحتوي على صفات غير مرغوبة. من التقنيات الأخرى للاصطفاء، تقنية التوالد البينيّ (العبور) العمديّ بين أفراد متقاربة أو متباعدة من أجل إنتاج محصول جديد أو خطوط إنتاج بخصائص مرغوبة. تُخلط النباتات لتقديم صفات/جينات من تشكيلة واحدة أو من خط إلى خلفيّة وراثيّة جديدة. على سبيل المثال، البازلاء المقاومة للعفولة يمكن خلطها مع بازلاء غزيرة المحصول ولكنها تُصاب بالعفولة، ويكون الهدف من هذا الخلط هو إنتاج محصول غزير ومقاوم للعفولة في نفس الوقت.

### الاصطفاء بمساعدة علامة
في بعض الأحيان، يمكن أن تؤثِّر مجموعة جينات على الصفة المرغوبة في اصطفاء النبات. يمكن أن نستفيد من العلامات الجزيئيّة والبصمة الوراثيّة من أجل بناء خريطة لآلاف الجينات. يسمح ذلك لمنتخبي النبات أن يمسحوا جماعات كبيرة من النباتات التي تمتلك الصفة محل الاهتمام. يُبنى هذا المسح على حضور أو غياب جين معيَّن، عن طريق العمليات المعمليّة، بدلًا من التعرُّف البصريّ على الصفة المُعبَّر عنها في النبات. إن الغرض من الاصطفاء بمساعدة علامة، أو من تحليل جينوم النبات، هو تحديد موقع ووظيفة (نمط ظاهريّ) للجينات المتنوِّعة خلال الجينوم. لكل النباتات أحجام وأطوال مختلفة للجينوم، بوجود عدد من الجينات تُشفِّر لصنع البروتينات، منها المختلف، ولكن العديد منها متماثل.

### الاصطفاء العكسيّ والصيغة الصبغيّة الأحاديّة المزدوجة
يمكن إنتاج النباتات متماثلة الزيجوت ذات الصفات المرغوبة من نباتات ابتدائيّة مغايرة الزيجوت، إذا كانت الخليّة أحاديّة الصيغة الصبغيّة تحتوي على ألائل لتلك الصفات يمكن إنتاجها، وتُستخدم بعد ذلك لصنع أحاديّ الصيغة الصبغيّة مزدوج. يكون الكروموسوم أحاديّ الصيغة الصبغيّة المزدوج متماثل الزيجوت للصفات المرغوبة. فضلًا عن ذلك، يمكن استخدام نباتين متماثلي الزيجوت مصنوعين بتلك الطريقة لإنتاج جيل (هجين ف1) من النباتات حيث يكون له مميزات تباين الزيجوت ومدى أوسع من الصفات الممكنة. ولذلك، فإن الفرد متباين الزيجوت المختار للصفات المرغوبة يمكن تحويله إلى تشكيلة متباينة الزيجوت (هجين ف1) دون ضرورة التكاثر الخضريّ لكن كنتيجة إلى عبور خطين متماثلي الزيجوت/أحدايي الصيغة الصبغيّة مزدوجين مشتقين من النبات المختار أوليًّا. باستخدام هذا النبات يمكن إنتاج أجيال أو خطوط نبات أحاديّ الصيغة الصبغيّة أو أحاديّ الصيغة الصبغيّة مزدوج. يقلل ذلك من التنوُّع الوراثيّ الموجود بين أنواع النبات من أجل اصطفاء الصفات المرغوبة التي ستزيد صلاحيّة أفراد النبات. يقلل استخدام هذه الطريقة من الحاجة إلى توليد أجيال عديدة من النبات من أجل الحصول على الجيل ذي الصفات المرغوبة، وبالتالي توفير الوقت المستهلك في العمليّة.

### دور اصطفاء النبات في الزراعة العضويّة
يدعي منتقدو الزراعة العضويّة أنها قليلة المحصول لدرجة لا تمكنها من أن تكون بديلة للزراعة التقليديّة. ربما يكون جزء من هذا الأداء الضعيف نتيجة لزراعة تشكيلة سيئة التكيُّف. تُقدَّر نسبة 95% من الزراعة العضويّة بأنها مبنية على تشكيلة متكيِّفة تقليديًّا، إلا أن بيئات الإنتاج وجدت أن المزارع التقليديّة تختلف عن المزارع العضويّة بصورة شاسعة؛ بسبب ممارساتها التحكُّميّة المميزة. حيث يمتلك المزارعون العضويّون مدخلاتٍ أقل من المزارعين التقليديّين للتحكُّم في بيئات إنتاجهم.
هناك القليل من برامج الاصطفاء حاليًا موجهة لتحسين الزراعة العضويّة، وحتى وقت قريب كانت البرامج التي تخاطب هذا القطاع معتمدة على الانتخاب غير الموجَّه (انتخاب بيئات تقليديّة لصفات كانت تُعتبر مهمة للزراعة العضويّة). ولأن الاختلاف بين البيئات العضويّة والتقليديّة كبير، ربما يؤدي النمط الوراثيّ أداءً مختلفًا كليًّا في كل بيئة بسبب التفاعل بين الجينات والبيئة. وإذا كان هذا التفاعل شديد بما فيه الكفاية، ربما لا تظهر الصفة المهمة المطلوبة للبيئة العضويّة في البيئة التقليديّة، مما يؤدي إلى انتخاب أفراد ضعيفة التكيُّف. ولضمان التعرُّف على التشكيلات الأكثر تكيُّفًا، يدعم مؤيدو الاصطفاء العضويّ استخدام الانتخاب الموجَّه.
هناك العديد من التقنيات الكلاسيكيّة والحديثة للاصطفاء يمكن استخدامها من أجل تحسين المحصول في الزراعة العضويّة بالرغم من الحظر الواقع على الكائنات المُعدَّلة وراثيًّا. على سبيل المثال، تسمح التعابرات المضبوطة بين الأفراد بالحصول على تنوُّعٍ جينيٍّ مرغوبٍ ليُخلط ويُنقل إلى سلالة البذور خلال العمليات الطبيعيّة. يمكن توظيف الاصطفاء بمساعدة العلامات كأداة تشخيصيّة لتسهيل انتخاب السلالة التي تحتوي على الصفات المرغوبة، مما يُسرِّع عمليات الاصطفاء. أثبتت هذه التقنية نفعها لجينات المقاومة وإدخالها إلى خلفيّة وراثيّة جديدة، بالإضافة إلى الانتخاب الكفء لجينات المقاومة في الفرد الواحد. لسوء الحظ، العلامات الجزيئيّة ليست متاحة حاليًا للعديد من الصفات المهمة، خاصة الصفات المُعقَّدة التي يتحكَّم بها العديد من الجينات.

## الاصطفاء الاصطناعي في الأحياء المائية
يقدم الاصطفاء الاصطناعي آمالا كبيرة في التحسينات الجينية للأسماك والمحار. على عكس الأجناس الأرضية، لم يدرك البشر الفوائد الممكنة للاصطفاء الاصطناعي حتى وقت قريب. كان هذا بسبب معدل الوفاة المرتفع الذي أدى إلى اصطفاء أجناس قليلة فقط والذي بدوره أدى إلى انخفاض التوالد الداخلي، والذي أجبر المزارعين على استخدام الأجناس البرية. كان هذا واضحا في برامج الاصطفاء الاصطناعي من أجل تسريع معدل النمو، والذي أدى إلى إبطاء النمو وزيادة معدل الوفاة.
كان التحكم في دورة التكاثر أحد الأسباب الرئيسية حيث أنه مطلب أساسي لبرامج الاصطفاء الاصطناعي. لم يتحقق التكاثر الاصطناعي بسبب صعوبات التفقيس أو إطعام بعض أنواع المزارع مثل الأنقليدس ومزارع الأسماك صفراء الذيل. أحد الأسباب المشكوك فيها وراء الإدراك المتأخر لنجاح برامج الاصطفاء الاصطناعي في الأحياء المائية هو تعليم الناس المعنية والباحثين والموظفين الاستشاريين ومزارعي الأسماك. أولى تعليم علماء الأحياء المائية اهتماما أقل لعلم الجينات الكيفي ولخطط الاصطفاء الاصطناعي.
سبب آخر هو الفشل في توثيق المكاسب الجينية في الأجيال المتتابعة. هذا أدى بدوره إلى الفشل في التحديد الكمي للفوائد الاقتصادية الناتجة من برامج الاصطفاء الناجحة. توثيق التغيرات الجينية هو أمر هام للغاية حيث أنه يساعد في تنظيم مخططات الاصطفاء بشكل أفضل.

### صفات الجودة في الأحياء المائية
تُربى الأحياء المائية من أجل صفات معينة مثل معدل النمو ومعدل النجاة وجودة اللحوم ومقاومة الأمراض والعمر عند النضج الجنسي والخصوبة وصفات الصدفة مثل الحجم واللون، إلخ.
- معدل النمو: يقاس معدل النمو غالبا بناء على حجم الجسم أو طول الجسم. للصفة أهمية اقتصادية كبيرة لكل أنواع الأحياء المائية لأن معدل النمو السريع يسرع من دورات الإنتاج.[14] تُظهر معدلات النمو المحسنة أن حيوانات المزرعة تستفيد من إطعامها بصورة أكثر فاعلية من خلال استجابة مترابطة.[15]
- معدل النجاة: قد يأخذ معدل النمو في الحسبان درجة مقاومة الأمراض، كما يهتم أيضا بمقدار الاستجابة للتوتر حيث أن الأسماك المتوترة تكون عرضة للأمراض.[14] قد يكون لتجربة الأسماك تحت التوتر تأثيرا بيولوجيا أو كيميائيا أو بيئيا.[15]
- جودة اللحوم: جودة الأسماك لها أهمية اقتصادية بالغة في الأسواق. تأخذ جودة الأسماك في الحسبان الحجم وكمية اللحوم ونسبة الشحوم ولون اللحم ومذاقه وشكل الجسد ومحتوى الزيت وأوميجا-3 المثالي.[14][16]
- العمر عند النضج الجنسي: عمر النضج عند الأحياء البحرية هي صفة أخرى هامة بالنسبة للمزارعين، حيث أنه أثناء النضج المبكر توجه الأنواع كل طاقتها نحو إنتاج المناسل مما يؤثر على النمو وإنتاج اللحوم ويجعل هذه الأنواع عرضة أكثر للأمراض.
- الخصوبة: لأن الخصوبة في الأسماك والمحار غالبا ما تكون مرتفعة، فإنها لا تعتبر صفة رئيسية للتحسين. إلا أن تجارب الاصطفاء الاصطناعي قد تهتم بحجم البيضة وتربطها بمعدل النجاة ومعدل النمو المبكر.[14]

### استجابة الأسماك للاصطفاء

#### السلمونيات
أظهر جيدريم (1979) أن اصطفاء سلمون الأطلسي أدى إلى زيادة في وزن الجسم بنسبة 30% لكل جيل. قام مركز الجينات بالنرويج بدراسة للمقارنة بين أداء بعض أنواع السلمون الأطلسي التي أُجري عليها الاصطفاء الاصطناعي وبين السمك البري. اشتملت الدراسة على صفات معدل النمو واستهلاك الطعام واستبقاء البروتين والاحتفاظ بالطاقة وكفاءة تحويل الطعام. كان للإسماك المصطفاة اصطناعيا ضعف معدل النمو، و40% زيادة في استهلاك الطعام، وزيادة الاحتفاظ بالبروتين والطاقة. أدى ذلك إلى زيادة 20% في كفاءة تحويل الطعام الكلية مقارنة بالأنواع البرية. تم اصطفاء السلمون الأطلسي أيضا من أجل زيادة مقاومة الأمراض البكتيرية والفيروسية. تمت عملية الاصطفاء من أجل زيادة مقاومة فيروس النخر البنكرياسي المعدي. أظهرت النتائج وجود نسبة وفيات 66.6% في الأنواع منخفضة المقاومة، بينما أظهرت الأنواع مرتفعة المقاومة نسبة وفيات 29.3% مقارنة بالأنواع البرية.
أظهر سلمون قوس قزح المرقط تحسينات كبيرة في معدل النمو بعد الاصطفاء بسبعة إلى عشرة أجيال. أظهر كينكيد (1977) أنه من الممكن الوصول إلى زيادة في معدل النمو تبلغ 30% من خلال اصطفاء سلمون قوس قزح المرقط لثلاثة أجيال. سجل كاوس (2005) زيادة 7% في النمو لكل جيل من سلمون قوس قزح المرقط.
في اليابان، تم تحقيق مقاومة مرتفعة لفيروس النخر البنكرياسي المعدي في سلمون قوس قزح المرقط من خلال الاصطفاء الاصطناعي لهذه الأنواع. أظهرت الأنواع المقاومة متوسط معدل وفيات 4.3% بينما تظهر الأنواع البرية مرتفعة الحساسية معدل وفيات 96.1%.
أظهر سلمون كوهو زيادة في الوزن بلغت أكثر من 60% بعد أربعة أجيال من الاصطفاء الاصطناعي. في تشيلي، أجرى نيرا (2006) تجارب على سلمون كوهو بعد وضع البيض حديثا. بعد الاصطفاء الاصطناعي للأسماك لأربعة أجيال، أصبح ميعاد وضع البيض مبكرا من 13 إلى 15 يوما.

#### الشبوطيات
تشمل برامج الاصطفاء الاصطناعي للشبوط الشائع تحسينات في النمو والشكل ومقاومة الأمراض. استخدمت التجارب في الاتحاد السوفيتي تداخلات من الأنواع المهجنة لزيادة التنوع الجيني ومن ثم اختاروا الأنواع بناء على صفاتها مثل معدل النمو والصفات الخارجية والحيوية والتكيف مع الظروف البيئية مثل التغير في درجات الحرارة. اصطفى كيربشنيكوف (1974) وبابوشكيني (1987) الشبوطيات من أجل سرعة النمو وتحمل البرودة. أظهرت النتائج 30-40% إلى 77.4% تحسينات في تحمل البرودة ولكن لم تقدم أي بيانات عن معدل النمو. لوحظت زيادة في معدل النمو في الجيل الثاني في فيتنام. أظهر مواف وفولفارث (1976) نتائجا إيجابية عند اصطفائهم من أجل معدل النمو البطئ لثلاثة أجيال مقارنة بالاصطفاء من أجل معدل النمو السريع. أظهر شابيركلاوس (1962) مقاومة لمرض الاستسقاء كما أن الأجيال المصطفاة أظهرت معدل وفيات منخفض (11.5%) مقارنة بالأنواع البرية (57%).

#### سلور القنوات
يزداد معدل النمو بنسبة 12-20% في سمك السلور عند اصطفائه اصطناعيا. حديثا، أظهر سمك سلور القنوات المصطفى اصطناعيا لتحسين معدل النمو زيادة بلغت 80% أو 13% لكل جيل.

### استجابة المحار للاصطفاء

#### الصدف
أظهر اصطفاء صدف المحيط الهادئ تحسينات تتراوح من 0.4% إلى 25.6% مقارنة بالأجناس البرية. أظهرت أصداف صخرة سيدني 4% زيادة بعد جيل واحد و15% زيادة بعد جيلين. أظهرت الأصداف التشيلية المصطفاة اصطناعيا من أجل تحسين الوزن وطول الصدفة 10-13% زيادة في جيل واحد. بوناميا أوستريا هي إحدى الطفيليات التي تسبب خسائر كارثية قد تصل إلى 98% في الأصداف الأوروبية المسطحة. هذه الطفيليات وبائية للأصداف في ثلاثة مناطق من أوروبا. أظهرت برامج الاصطفاء الاصطناعي أن مقاومة الأصداف الأوروبية المسطحة تختلف باختلاف المنطقة في أوروبا. أظهرت دراسة قام بها كولوتي أن أصداف روزمور في ميناء كورك بأيرلندا تتمتع بمقاومة أكبر مقاومة بباقي الأجناس الأيرلندية. تستخدم دراسة اصطفاء اصطناعي في ميناء كورك أجناسا عمرها 3-4 سنوات من الناجين والتي تستمر مراقبتها حتى تصل نسبة معينة منها إلى حجم الأسواق. مع مرور السنوات أظهرت أصداف روزمور مقاومة أعلى لعدوى ب. أوستريا كما انخفضت نسبة الوفيات. اصطفى راجونى كالفو (2003) اصطناعيا الأصداف الشرقية بسبب مقاومتها ضد الطفيليات المنتشرة وقتها المعروفة باسم هابلوسبورديوم نلسون وبركنسوس مارينوس. حققت الأصداف مقاومة ثنائية للمرض في أربعة أجيال من الاصطفاء الاصطناعي. أظهرت الأصداف معدل نمو أسرع ومعدل نجاة أكبر كما كانت عرضة أقل للعدوى. عند نهاية التجربة، أظهر نوع س. فيرجينيا المصطفى اصطناعيا 34-48% زيادة في معدلات النجاة.

#### جمبري بانايد
أظهر اصطفاء جمبري بانايد من أجل النمو نجاحا كبيرا. شهد برنامج اصطفاء اصطناعي زيادة 18% في معدل النمو بعد الجيل الرابع و21% زيادة بعد الجيل الخامس. أظهرت سلالة مارسوبينايوس جابونيكاس زيادة 10.7% في معدل النمو بعد الجيل الأول. قام أرجو (2002) بتجارب اصطفاء اصطناعي على جمبري المحيط الهادئ الأبيض في معهد المحيط في وايمانالو بالولايات المتحدة الأمريكية من 1995 إلى 1998. سجل الفريق استجابات هامة للاصطفاء مقارنة بأنواع الجمبري البرية. بعد جيل واحد، لوحظت زيادة 21% في معدل النمو و18.4% في معدل النجاة ومقاومة فيروس متلازمة تاورا. يسبب فيروس متلازمة تاورا وفيات تصل إلى 70% أو أكثر في الجمبري. في كولومبيا، قاموا باصطفاء الناجين من المرض من بحيرات بها العدوى واستخدموهم كآباء للجيل التالي. حققوا نتائج مرضية في جيلين أو ثلاثة بينما اقتربت معدلات النجاة من حالتها قبل اندلاع المرض. دفعت الخسارات الكارثية (وصلت إلى 90%) بسبب عدوى فيروسات تحت جلدية وفيروس النخر الدموي المعدي عددا من شكرات مزارع الجمبري إلى البدء في اصطفاء أنواع الجمبري المقاومة للمرض اصطناعيا. أدت النتائج الناجحة إلى ظهور الجمبري الخارق وهو أحد أنواع الجمبري المقاومة لفيروس النخر الدموي المعدي. أكد تانغ (2000) ذلك بأن أظهر عدم وجود أي وفيات في صفوف الجمبري الخارق عند تعرضها لفيروس النخر الدموي المعدي.

### الأحياء البحرية في مقابل الأنواع الأرضية
تظهر برامج الاصطفاء الاصطناعي للأحياء البحرية نتائجا أفضل مقارنة بالأنواع الأرضية. يمكن إرجاع هذه الاستجابة الأعلى لاصطفاء الأحياء البحرية في المزارع إلى التالي:
- ارتفاع الخصوبة في كل من الأسماك والمحار مما يؤدي إلى كثافة اصطفاء مرتفعة.
- ارتفاع التنوع الجيني والنمط الظاهري المتعدد للصفات المختارة.

يحقق الاصطفاء الاصطناعي في الأحياء البحرية فوائد اقتصادية ملحوظة، أهمها هو أنه يقلل من تكاليف الإنتاج بسبب معدل دورات الأجيال السريع. هذا بسبب معدل النمو السريع وانخفاض معدلات الإعالة، وارتفاع استبقاء الطاقة والبروتين، وارتفاع جودة الإطعام. تطبيق مثل برامج التحسين الجيني هذه على الأحياء البحرية سيؤدي إلى ارتفاع الإنتاج من أجل تحقيق المطالب المتزايدة بسبب ارتفاع عدد السكان.

## المزايا والعيوب
الاصطفاء الاصطناعي هو طريقة مباشرة لتحديد ما إذا كانت صفة ما ستتطور استجابة للاصطفاء. طريقة الجيل الواحد ليست دقيقة ولا مباشرة. العملية أيضا أكثر فاعلية وأسهل من عملية تحليل النسل. الاصطفاء الاصطناعي أفضل بالنسبة للصفات مثل علم وظائف الأعضاء والسلوك لكونه صعب القياس لأنه يحتاج عددا أقل للاختبار من اختبار جيل واحد.
إلا أنه هناك عيوب في هذه العملية. لأن التجربة الواحدة التي تتم في الاصطفاء الاصطناعي لا يمكن استخدامها لتقييم مجموعة كاملة من المتغيرات الجينية، لا بد أن تتم تجارب فردية لكل صفة مطلوبة. أيضا بسبب ضرورة تجارب الاصطفاء الاصطناعي فلا بد من الإبقاء على الكائنات الحية في مختبر أو دفيئة زراعية مما يجعل الأمر غير عملي عند استخدامه مع أكثر من كائن. حالات التزاوج المحكومة صعبة في هذه الحالة وهي مكون ضروري للاصطفاء الاصطناعي.